# Linia kolejowa nr 43
Linia kolejowa nr 43 Czeremcha – Brześć – niezelektryfikowana, jednotorowa linia kolejowa łącząca stację Czeremcha z przejściem granicznym Czeremcha-Wysokolitowsk (PL/BY).

## Połączenia
Obecnie pociągi pasażerskie w relacji Czeremcha-Wysoko-Litowsk nie są uruchamiane.